# Кондиціонер для волосся
Кондиціонер (бальзам-ополіскувач) для волосся — засіб для догляду за волоссям, який змінює їхню текстуру і зовнішній вигляд.

## Історія
Століттями натуральні олії використовувалися людьми для вкладання волосся. Такі продукти, як ефірні олії, наприклад олія чайного дерева та рослинні олії, такі, як олії жожоби, використовують і досі. У вікторіанську епоху була популярна макасарова олія, котра була настільки масною, що для захисту меблів від неї одягали спеціальну тканину, антимакасар.
Сучасні кондиціонери були створені на зорі 20-го століття: в 1900 році відомий парфумер Едуард Пінод представив на Всесвітній Виставці в Парижі свій продукт — бріолін для пом'якшення волосся та бороди чоловіків. З тих пір промисловість значно просунулася в технологіях розробки кондиціонерів і тепер використовує в них силікати, жирні кислоти і четвертинні сполуки амонію, надаючи всі переваги кондиціонерів без зайвої жирності і ваги.
Кондиціонер для волосся — це не те ж саме, що і бальзам-ополіскувач (англ. creme rinse). Останній є засобом від сплутування волосся і тому менш густий, ніж кондиціонер. Кондиціонери, в свою чергу, складаються з густою субстанції, яка повинна покривати в тому числі і кутикули волосся.

## Компоненти
Залежно від вмісту і призначення, кондиціонери для волосся поділяються на:
- Зволожувачі. Їх роль — утримувати вологу у волоссі. Зазвичай містять високі концентрації гігроскопічних речовин.
- Відновлювачі, зазвичай містять гідролізований протеїн. Ці речовини впроваджуються в структуру волосся і зміцнюють їх за рахунок перехресних полімерних зв'язків.
- Підкислювачі або регулятори кислотності — підтримують pH (рівень кислотності) кондиціонерів на позначці 3.5. У кислому середовищі луската структура волосся стає міцнішою, так як водневі зв'язки між молекулами кератину посилюються.
- Засоби від скручування волосся, як і підкислювачі підтримують pH (рівень кислотності) волосся, але можуть покривати їх спеціальними полімерами. Засоби для захисту від температур, термо-ізолюючі полімери покривають волосся і захищають їх від перегріву при висушуванні волосся феном або їх завивці.
- Засоби для додання блиску, що відбивають світло речовини, осідаючи на поверхні волосся. Зазвичай полімери з групи силіконів, наприклад полідиметилсилоксану або циклометикон.
- Олії (EFA — англ. Essential fatty acids, жирні незамінні кислоти), роблять волосся зволоженим та гладеньким, забезпечуючи їх м'якість і гнучкість. EFA за структурою нагадують природне масло (шкірне сало), яке виробляє шкіра голови.
- Поверхнево-активні речовини (ПАР). Волосся приблизно на 97 % складається з протеїну під назвою кератин. Поверхня цієї речовини містить негативно-заряджені амінокислоти. Кондиціонери зазвичай містять катіонні ПАР, що не вимиваються з волосся до кінця, оскільки їх гідрофільні частини зв'язуються з молекулами кератину. Ці гідрофільні частини ПАР стають ніби новою поверхнею волосся.
- Мастила, часто жирні кислоти: декспантенол і т. д.
- Пом'якшувачі, для кращого промивання в жорсткій воді.
- Антистатичні домішки
- Консерванти рівня кислотності. Найчастіше кондиціонери мають кисле середовище, що сприяє зміцненню водневих зв'язків між кератиновими лусочками за рахунок протонування амінокислот і створення в них позитивного заряду. Для підтримки кислотності зазвичай використовують органічні кислоти, типу лимонної.

## Типи
- Універсальні кондиціонери містять великі кількості ПАР і здатні закріпити структуру волосся і склеїти їх лусочки разом. Застосовуються зазвичай для тривалого ефекту. ПАР в них засновані на довгих, прямих аліфатичних ланцюжках, схожих на насичені жирні кислоти. Їх молекули схильні до кристалізації і забезпечують кондиціонеру вищу в'язкість і формування товстіших шарів на поверхні волосся.
- Для виходу — ці кондиціонери менш густі і використовують ПАР, які створюють тонкіший захисний шар. Вони створені на основі ненасичених аліфатичних ланцюжків, швидше вигнутих, ніж прямих. Така форма не дозволяє їм легко кристалізуватися, що робить їх набагато легшими, менш в'язкими і дає змогу утворювати тонкіші шари. Різниця між цим і іншими кондиціонерами чимось нагадує різницю між жирами і маслами.
- Звичайні кондиціонери поєднують два попередніх підходи. Зазвичай застосовуються після використання відповідного шампуню.
- Для фіксації — кондиціонери, що ґрунтуються на катіонних поліелектролітних полімерах і дозволяють зберегти форму волосся. Їх призначення і вміст схожі на розчинені гелі для волосся.